# قرار مجلس الأمن التابع للأمم المتحدة رقم 1027
قرار مجلس الأمن التابع للأمم المتحدة رقم 1027، الذي تم تبنيه بالإجماع في 30 نوفمبر 1995، بعد التذكير بالقرارات السابقة بما في ذلك القرار 983 (1995) بشأن مقدونيا، مدد المجلس ولاية قوة الأمم المتحدة للانتشار الوقائي حتى 30 مايو 1996.
وأكد مجلس الأمن من جديد التزامه باستقلال وسيادة وسلامة أراضي مقدونيا، وكرر الإعراب عن قلقه إزاء أي تطورات قد تهدد استقرارها. وفي هذا الصدد، تم تمديد ولاية قوة الأمم المتحدة للانتشار الوقائي حتى 30 مايو 1996 وحثها على مواصلة التعاون مع منظمة الأمن والتعاون في أوروبا. وطُلب النظر بعين الرضا في الطلبات الواردة من الأمين العام لتقديم المساعدة إلى قوة الأمم المتحدة للانتشار الوقائي. بحلول 31 كانون الثاني / يناير 1996، طُلب من الأمين العام بطرس بطرس غالي تقديم تقرير إلى المجلس بشأن أي تطورات تؤثر على ولاية قوة الأمم المتحدة للانتشار الوقائي.

## روابط خارجية
- نص القرار في undocs.org